# ووینو-آنتونوفکا
ووینو-آنتونوفکا (به لاتین: Voyenno-Antonovka) یک منطقهٔ مسکونی در قرقیزستان است که در شهرستان سوقلوق واقع شده‌است. ووینو-آنتونوفکا ۱۱٬۳۵۶ نفر جمعیت دارد و ۷۳۴ متر بالاتر از سطح دریا واقع شده‌است.